# Grzegorz Kaźmierczak
Grzegorz Kaźmierczak (ur. 1964 w Bydgoszczy) – polski poeta, wokalista i autor tekstów zespołu Variété oraz producent muzyczny.

## Życiorys
Ukończył filologię polską na Uniwersytecie Kazimierza Wielkiego. Współzałożył zespół Variété. Debiutował z grupą na Festiwalu w Jarocinie w 1984 roku (zdobywając wyróżnienie) W roku 1985 Variete wygrało Jarocin, znajdując się w „Złotej dziesiątce”, a w kolejnych edycjach festiwalu zdobyło  m.in. nagrodę publiczności, dziennikarzy i prezydenta miasta Jarocina. 
Zespół wydał 10 płyt długogrających, a Kaźmierczak 4 tomiki wierszy. Zespół grał w wielu krajach Europy, Rosji i w USA. W roku 2007 nagrał swoją szóstą płytę "Zapach wyjścia" w Nowym Yorku.  
Kaźmierczak jest współzałożycielem kilku studiów nagraniowych. Uczestniczył jako realizator i producent w nagraniu albumów innych wykonawców. Jest laureatem nagród indywidualnych i zespołowych. W środowisku muzycznym uważany za jednego z najlepszych tekściarzy muzycznych w kraju. 
W roku 2010 powstał film dokumentalny Variété – muzyka bez końca w reżyserii Darka Landowskiego. W roku 2015, na 36. Przeglądzie Piosenki Aktorskiej we Wrocławiu, miał premierę spektakl pt. Bal, czyli wieczór zapoznawczy – gra zespół Variete, w reżyserii Jacka Gębury, oparty na piosenkach zespołu. W roku 2022, płyta Variete pt. Dziki książę, z tekstami Kaźmierczaka, została nominowana do nagrody Fryderyk 2022, w kategorii album / muzyka literacka i poetycka. Mieszka na Sycylii.

## Twórczość

### Płyty z zespołem Variété
- Bydgoszcz – MC (Akademickie Radio „Pomorze” 1992) CD (Furia Musica 2002 – reedycja jako Bydgoszcz 1986)
- Variété – CD (Kophaus 1993) MC (Music Corner 1996 – reedycja)
- Koncert Teatr STU – CD (Music Corner 1995)
- Wieczór przy balustradzie – CD (Music Corner 1996)
- Nowy materiał – CD (EMI Music Poland 2005)
- Zapach wyjścia – CD (Kuka Records 2008)
- Piosenki kolonistów – CD (2-47 Records 2013)
- PPA Wrocław – CD (2-47 Records 2015)
- Nie wiem – CD (Wydawnictwo Agora 2017)[6]
- Dziki Książę - CD (Mystic Production 2021)

single
- „I znowu ktoś przestawił kamienie” – singel/vinyl (Tonpress 1985)

### Tomiki
- Głód i przesyt (1993)
- Record – play (2003)
- Bydgoszcz – Nowy Jork (2008)
- Centra (2014)

### Teksty Grzegorza Kaźmierczaka / inni wykonawcy
- Strachy na Lachy – „Zamknij wszystkie drzwi” (Zakazane piosenki 2008)
- Biff – „Skąd przychodzisz chłopcze” (Ano 2009)
- Maria Nefeli – „Cmentarze”
- Renata Przemyk – „Zamknij wszystkie drzwi”
- Pola Trąbińska – „Klaszcząc w dłonie”
- Pogodno – „Mechanizmy”
- Ropień – „Te dni”
- Titanic sea moon – „Drobny piach”

### Muzyka filmowa
- Hiena, film fab. reż. Grzegorz Lewandowski, 2006[7]
- W poszukiwaniu człowieka serca, film dok. reż. Katarzyna Marcysiak, 2016
- Colorada, film dok. reż Agnieszka Lipiec-Wróblewska, 2025

### Zrealizował/współrealizował
- Fred Frith – „Live” 1999
- Mazzoll/Niebieski lotnik – „Love Surprise” 2000
- Pieces of brain – „Crash the car daddy” 2000
- Kloszard – „Stare wino” 2000
- Various – „Mózg 5 lat” 2000
- Janusz Zdunek/4 Syfon – „Baterie” 2001
- Tortilla Flat – „Po polsku” 2001
- Kazik – „Piosenki Toma Waitsa” 2003
- Pieces of brain – „Arythmic Visible Music” 2003
- Fisz Emade/Tworzywo sztuczne – „Na Rzywo w Mózgu” 2004
- Dubska – „Koncert w Mózgu” 2004
- Nol – „Nol” 2004
- Charlie sleeps – „T.” 2004
- 3moonboys – „3moonboys” 2004
- Janusz Zdunek/5 Syfon – „Tango” 2004
- Dubska – „Dubska” 2005
- Variete – „Nowy materiał” 2005
- Iconoclast – „The Dreadfull dance” 2005
- 3moonboys – „Only music can save us” 2006
- Potty Umbrella – „All uoy know is wrong” 2006
- Wykonawcy różni – „Piosenki bydgoskie” 2006
- Sellisternium – „Furry” 2008
- Hotel Kosmos – „Wszystkie stare kobiety miasta” 2008
- Variete – „Zapach wyjścia” 2008
- Citizen woman there – „Pleasure, pleasure” 2009
- Andrzej Przybielski – „Sesja open” 2011
- Organizm – „Koniec, początek, powidok” 2011
- Variete – „Piosenki kolonistów” 2013
- Variete – „PPA Wrocław” 2015
- The Shipyard – „Niebieska linia” 2015
- Vienio – „Hore” 2016
- Variete – „Nie wiem” 2017
- Dogs in trees – „Echo” 2019
- Variete – „Dziki Książę” 2021

### Nagrody
- Jarocin 1984, wyróżnienie (z Variete)
- Jarocin 1985, Nagroda główna „Złota Dziesiątka” (z Variete)
- Festiwal Piosenki Autorskiej Warszawa-Hybrydy 1987, wyróżnienie (z grupą Wina)
- Jarocin 1992, Nagroda dziennikarzy, publiczności i Prezydenta Miasta Jarocin (z Variete)
- Nagroda Polskich Melomanów za rok 2008 w kategorii Album Roku – Nowa Fala/Synth Pop/Cold Wave, za album „Zapach wyjścia” (z Variete)
- Nominacja do nagrody Fryderyk 2022, w kategorii album/ muzyka literacka i poetycka dla płyty „Dziki książę” (z Variete)